# Generación de energía eléctrica

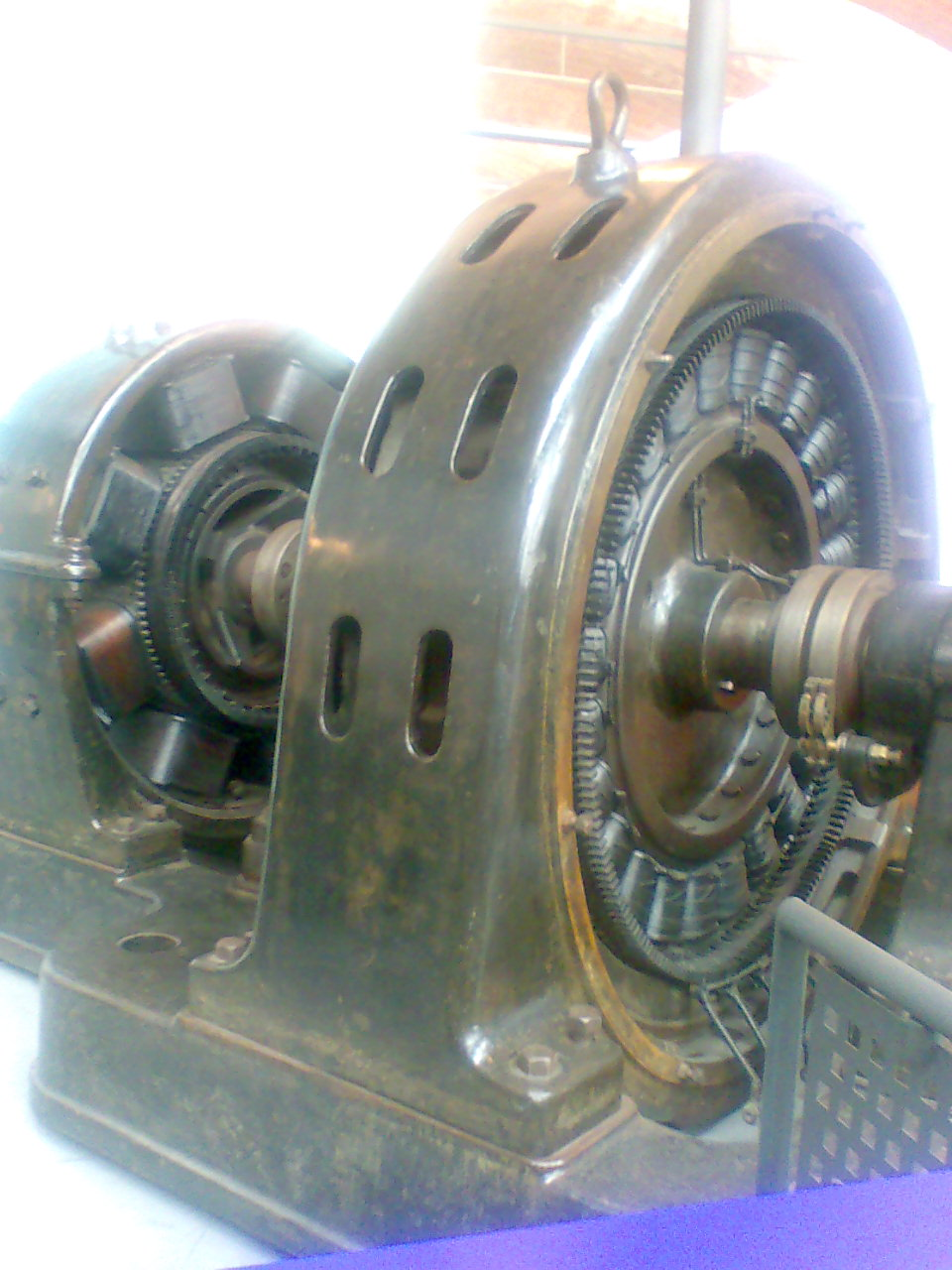
Alternador de fábrica textil (Museo de la Ciencia y de la Técnica de Cataluña, Tarrasa).

En general, la generación de energía eléctrica consiste en transformar alguna clase de energía (química, cinética, térmica, lumínica, nuclear,  solar entre otras), en energía eléctrica. Para la generación industrial se recurre a instalaciones denominadas centrales eléctricas, que ejecutan alguna de las transformaciones citadas.
Estas constituyen el primer pitón del sistema de suministro eléctrico un generador eléctrico; si bien estos no difieren entre sí en cuanto a su principio de funcionamiento, varían en función a la forma en que se accionan.
Desde que se descubrió la corriente alterna y la forma de producirla en los alternadores, se ha llevado a cabo una inmensa actividad tecnológica para llevar la energía eléctrica a todos los lugares habitados del mundo, por lo que, junto a la construcción de grandes y variadas centrales eléctricas, se han construido sofisticadas redes de transporte y sistemas de distribución. Sin embargo, el aprovechamiento ha sido y sigue siendo muy desigual en todo el planeta. Así, los países industrializados o del primer mundo son grandes consumidores de energía eléctrica, mientras que los países en vías de desarrollo apenas disfrutan de sus ventajas.

Planta nuclear en Cattenom, Francia.

La demanda de energía eléctrica de una ciudad, región o país tiene una variación a lo largo del día. Esta variación es función de muchos factores, entre los que destacan: tipos de industrias existentes en la zona y turnos que realizan en su producción, climatología extremas de frío o calor, tipo de electrodomésticos que se utilizan más frecuentemente, tipo de calentador de agua que haya instalado en los hogares, la estación del año y la hora del día en que se considera la demanda. La generación de energía eléctrica debe seguir la curva de demanda y, a medida que aumenta la potencia demandada, se debe incrementar la potencia suministrada. Esto conlleva el tener que iniciar la generación con unidades adicionales, ubicadas en la misma central o en centrales reservadas para estos períodos. En general los sistemas de generación se diferencian por el periodo del ciclo en el que está planificado que sean utilizados; se consideran de base la nuclear y la eólica, de valle la termoeléctrica de combustibles fósiles, y de pico la hidroeléctrica principalmente (los combustibles fósiles y la hidroeléctrica también pueden usarse como base si es necesario).

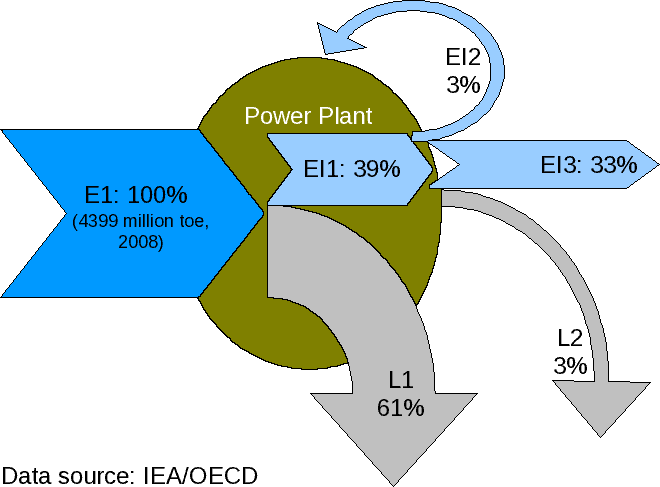
Flujo de Energía en centrales eléctricas: E1=Energía utilizada, El1=Energía eléctrica generada, El2=Uso interno, El3=Energía eléctrica para consumo final, L1=Perdida en Procesos, L2=Perdida en Transmisión. (Resultado del año 2008)

Dependiendo de la fuente primaria de energía utilizada, las centrales generadoras se clasifican en termoeléctricas (de carbón, petróleo, gas, nucleares y solares termoeléctricas), hidroeléctricas (aprovechando las corrientes de los ríos o del mar: mareomotrices),  eólicas y solares fotovoltaicas. La mayor parte de la energía eléctrica generada a nivel mundial proviene de los dos primeros tipos de centrales reseñados. Todas estas centrales, excepto las fotovoltaicas, tienen en común el elemento generador, constituido por un alternador de corriente, movido mediante una turbina que será distinta dependiendo del tipo de energía primaria utilizada.
Por otro lado, un 64 % de los directivos de las principales empresas eléctricas consideran que en el horizonte de 2018 existirán tecnologías limpias, WN, accesibles y renovables de generación local, lo que obligará a las grandes corporaciones del sector a un cambio de mentalidad.

## Centrales termoeléctricas

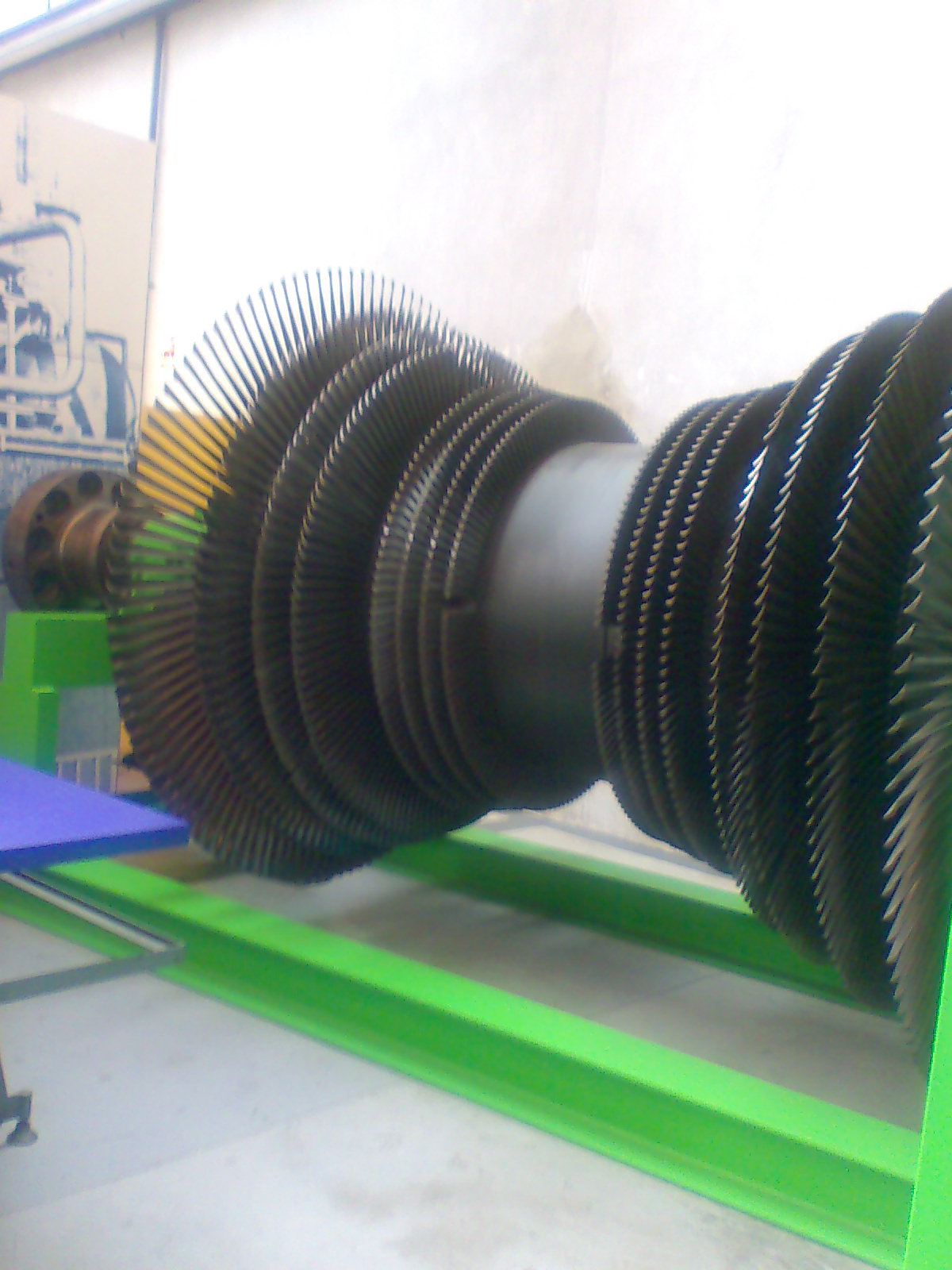
Rotor de una turbina de vapor de una central termoeléctrica.

Una central térmica o termoeléctrica es un lugar empleado para la generación de energía eléctrica a partir de calor. Este calor puede obtenerse tanto de la combustión, de la fisión nuclear del uranio u otro combustible nuclear, del sol o del interior de la Tierra. Las centrales que en el futuro utilicen la fusión también serán centrales termoeléctricas. Los combustibles más comunes son los combustibles fósiles (petróleo, gas natural o carbón), sus derivados (gasolina, gasóleo),  biocarburantes, residuos sólidos urbanos, metano generado en algunas estaciones depuradoras de aguas residuales.
Las centrales termoeléctricas consisten en una caldera en la que se quema el combustible para generar calor que se transfiere a unos tubos por donde circula agua, la cual se evapora. El vapor obtenido, a alta presión y temperatura, se expande a continuación en una turbina de vapor, cuyo movimiento impulsa un alternador que genera la electricidad. Luego el vapor es enfriado en un condensador donde circula por tubos agua fría de un caudal abierto de un río o por torre de refrigeración.

### Centrales convencionales y de ciclo combinado

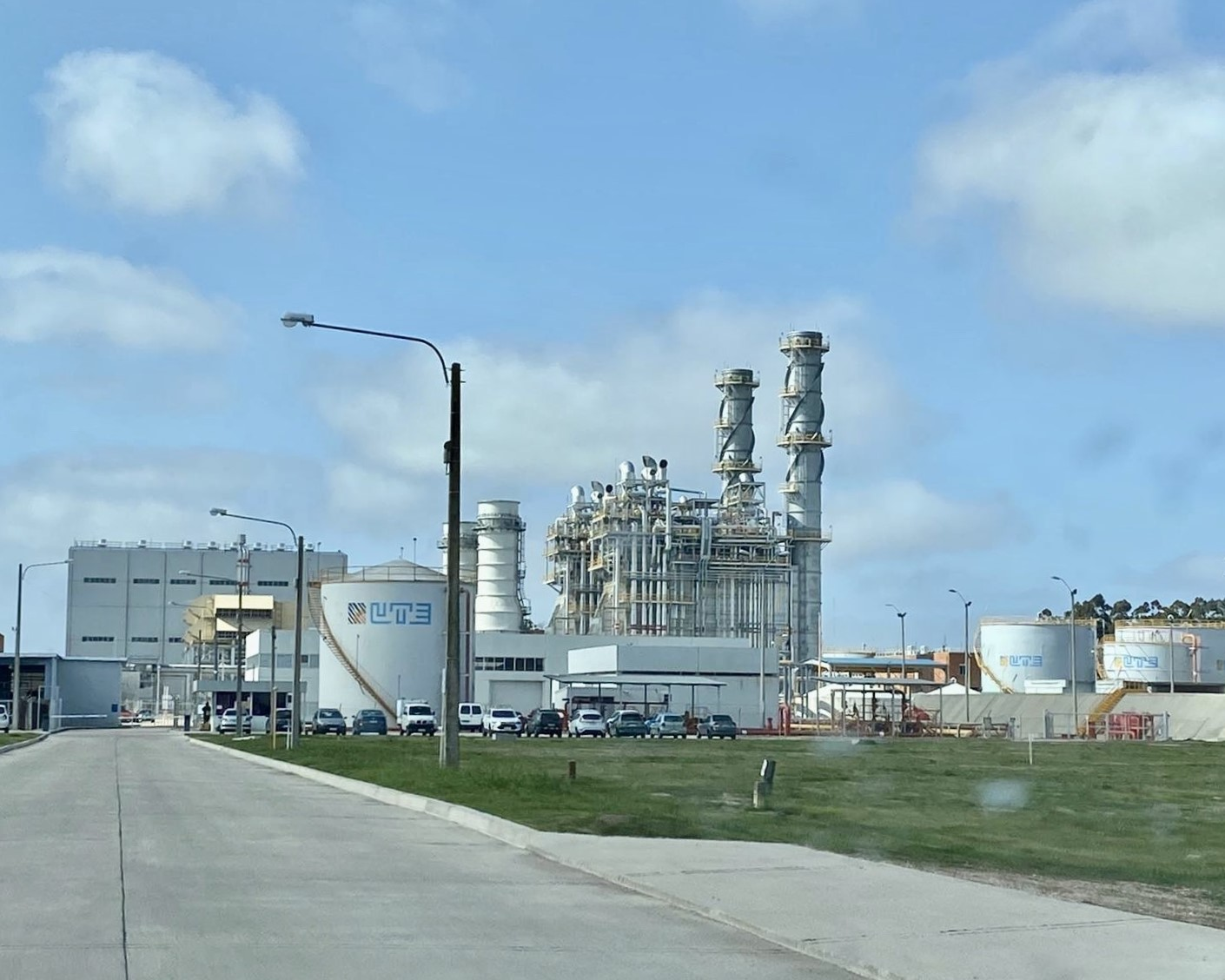
Central de ciclo combinado Punta del Tigre en Uruguay.

Se llaman centrales térmicas clásicas o de ciclo convencional a aquellas que emplean la combustión del carbón, petróleo (aceite) o gas natural para generar la energía eléctrica. Son consideradas las centrales más económicas, por lo que su utilización está muy extendida en el mundo económicamente avanzado y en el mundo en vías de desarrollo, a pesar de que estén siendo criticadas debido a su elevado impacto medioambiental.
En las centrales termoeléctricas denominadas de ciclo combinado se usan dos ciclos termodinámicos en un mismo sistema, uno cuyo fluido de trabajo es un gas que entra en combustión o quema, y otro cuyo fluido de trabajo es vapor de agua a presión. En una cámara de combustión se quema el gas natural y se inyecta aire para acelerar la velocidad de los gases y mover la turbina de gas. Como, tras pasar por la turbina, esos gases todavía se encuentran a alta temperatura (500 °C), se reutilizan para generar vapor que mueve una turbina de vapor. Cada una de estas turbinas impulsa un alternador, como en una central termoeléctrica común. El vapor luego es enfriado por medio de un caudal de agua abierto o torre de refrigeración como en una central térmica común. Además, se puede obtener la cogeneración en este tipo de plantas, al alternar entre la generación por medio de gas natural o carbón. Este tipo de plantas está en capacidad de producir energía más allá de la limitación de uno de los dos insumos y pueden dar un paso a la utilización de fuentes de energía por insumos diferentes.
Las centrales térmicas que usan combustión liberan a la atmósfera dióxido de carbono (CO2), considerado el principal gas responsable del calentamiento global. También, dependiendo del combustible utilizado, pueden emitir otros contaminantes como óxidos de azufre, óxidos de nitrógeno, partículas sólidas (polvo) y cantidades variables de residuos sólidos. 

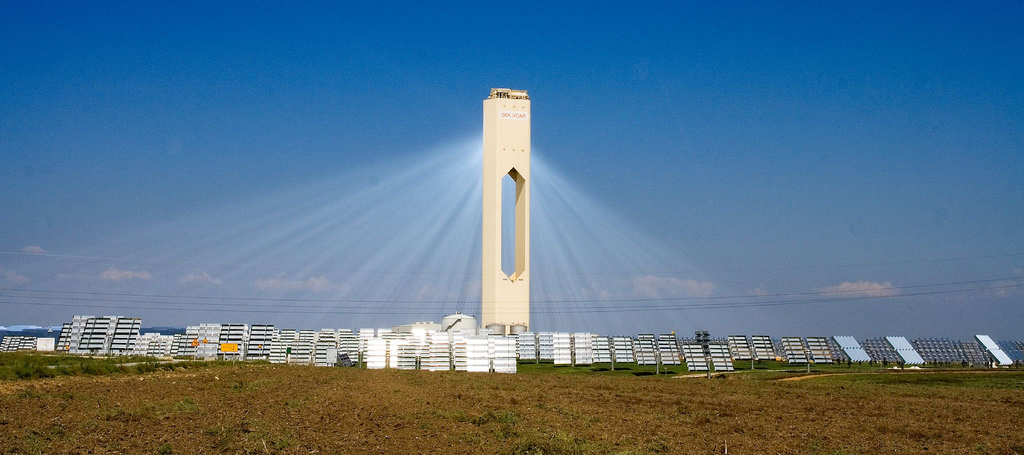
La central termosolar PS10, de 11 megavatios de potencia, funcionando en Sevilla, España.

### Centrales térmicas solares
Una central térmica solar o central termosolar es una instalación industrial en la que, a partir del calentamiento de un fluido mediante radiación solar y su uso en un ciclo termodinámico convencional, se produce la potencia necesaria para mover un alternador para la generación de energía eléctrica como en una central térmica clásica. En ellas es necesario concentrar la radiación solar para que se puedan alcanzar temperaturas elevadas, de 300 °C hasta 1000 °C, y obtener así un rendimiento aceptable en el ciclo termodinámico, que no se podría obtener con temperaturas más bajas. La captación y concentración de los rayos solares se hacen por medio de espejos con orientación automática que apuntan a una torre central donde se calienta el fluido, o con mecanismos más pequeños de geometría parabólica. El conjunto de la superficie reflectante y su dispositivo de orientación se denomina heliostato. Su principal problema medioambiental es la necesidad de grandes extensiones de territorio que dejan de ser útiles para otros usos (agrícolas, forestales, etc.).
Aunque generalmente se emplea agua como fluido en el ciclo termodinámico, actualmente hay en desarrollo mezclas de dióxido de carbono supercríticas que podrían proporcionar un mayor rendimiento.

### Centrales geotérmicas
La energía geotérmica es aquella energía que puede obtenerse mediante el aprovechamiento del calor del interior de la Tierra. El término "geotérmico" viene del griego geo (Tierra), y thermos (calor). Este calor interno calienta hasta las capas de agua más profundas: al ascender, el agua caliente o el vapor producen manifestaciones, como los géiseres o las fuentes termales, utilizadas para calefacción desde la época de los romanos. Hoy en día, los progresos en los métodos de perforación y bombeo permiten explotar la energía geotérmica en numerosos lugares del mundo. Para aprovechar esta energía en centrales de gran escala, es necesario que se den temperaturas muy elevadas a poca profundidad.

### Centrales nucleares
Una central o planta nuclear o atómica  es una instalación industrial empleada para la generación de energía eléctrica a partir de energía nuclear. Se caracteriza por el empleo de combustible nuclear fisionable que mediante reacciones nucleares proporciona calor que a su vez es empleado, a través de un ciclo termodinámico convencional, para producir el movimiento de alternadores que transforman el trabajo mecánico en energía eléctrica. Estas centrales constan de uno o más reactores. Las centrales nucleares generan residuos radiactivos de diversa índole que requieren una disposición final de máxima seguridad y pueden contaminar en situaciones accidentales (véase accidente de Chernóbil).

## Central hidroeléctrica

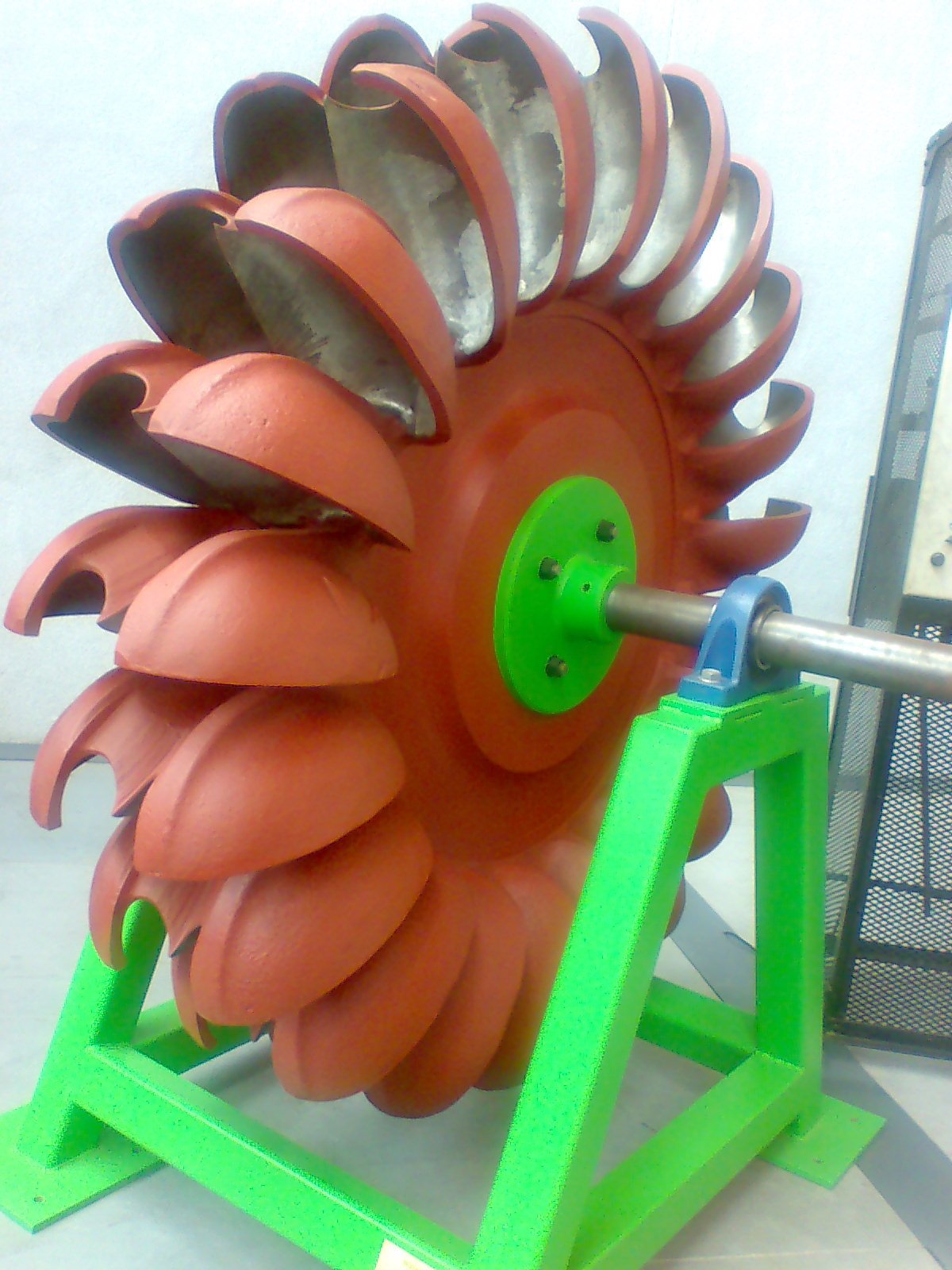
Rotor de una turbina Pelton de una central hidroeléctrica.

Una central hidroeléctrica es aquella que se utiliza para la generación de energía eléctrica mediante el aprovechamiento de la energía potencial del agua embalsada en una presa situada a más alto nivel que la central. El agua se lleva por una tubería de descarga a la sala de máquinas de la central, donde mediante enormes turbinas hidráulicas se produce la electricidad en alternadores y el agua regresa a su cauce natural tras la salida de las turbinas. Las dos características principales de una central hidroeléctrica, desde el punto de vista de su capacidad de generación de electricidad son:
- La potencia, que es función del desnivel existente entre el nivel medio del embalse y el nivel medio de las aguas debajo de la central, y del caudal máximo turbinable, además de las características de la turbina y del generador.
- La energía garantizada en un lapso determinado, generalmente un año, que está en función del volumen útil del embalse, de la pluviometría anual y de la potencia instalada.

La potencia de una central hidroeléctrica puede variar desde unos pocos MW, hasta varios GW. Hasta 10 MW se consideran minicentrales. En China se encuentra la mayor central hidroeléctrica del mundo (la Presa de las Tres Gargantas), con una potencia instalada de 22.500 MW. La segunda es la Represa de Itaipú (que pertenece a Brasil y Paraguay), con una potencia instalada de 14 000 MW en 20 turbinas de 700 MW cada una.
Esta forma de energía, en ocasiones, posee problemas medioambientales al necesitar la construcción de grandes embalses en los que acumular el agua, que es sustraída de otros usos, incluso urbanos en algunas ocasiones; sin embargo, otra alternativa utilizada, sobre todo en minihidroeléctricas, son las minicentrales al filo de agua, las cuales consisten en la realización de una obra de toma mediante rejillas, compuertas y una estructura desarenadora, en la que se embalsa el caudal de agua necesario para la operación de las turbinas, dejando correr el caudal restante por el cauce natural del río, afectando así mínimamente el entorno.

### Centrales mareomotrices
Las centrales mareomotrices utilizan el flujo y reflujo de las mareas. En general, pueden ser útiles en zonas costeras donde la amplitud de la marea sea alta y las condiciones morfológicas de la costa permitan la construcción de una presa que corte la entrada y salida de la marea en una bahía. Se genera energía tanto en el momento del llenado como en el momento del vaciado de la bahía.
Actualmente se encuentra en desarrollo la explotación comercial de la conversión en electricidad del potencial energético que tiene el oleaje del mar, en las llamadas centrales undimotrices.

## Centrales eólicas

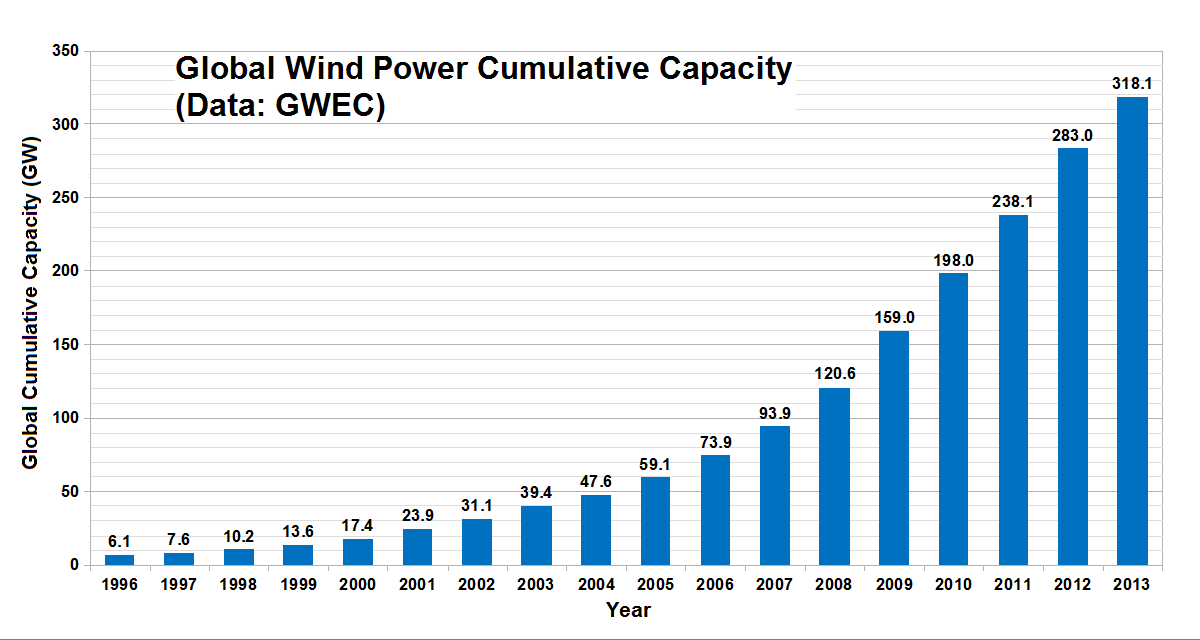
Capacidad eólica mundial total instalada 1996-2012 (GW). Fuente: GWEC.

La energía eólica se obtiene mediante el movimiento del aire, es decir, de la energía cinética generada por efecto de las corrientes de aire o de las vibraciones que dicho viento produce. Los molinos de viento se han usado desde hace muchos siglos para moler el grano, bombear agua u otras tareas que requieren una energía. En la actualidad se usan aerogeneradores para generar electricidad, especialmente en áreas expuestas a vientos frecuentes, como zonas costeras, alturas montañosas o islas. La energía del viento está relacionada con el movimiento de las masas de aire que se desplazan de áreas de alta presión atmosférica hacia áreas adyacentes de baja presión, con velocidades proporcionales al gradiente de presión.
El impacto medioambiental de este sistema de obtención de energía es relativamente bajo, pudiéndose nombrar el impacto estético, porque deforman el paisaje, la muerte de aves por choque con las aspas de los molinos o la necesidad de extensiones grandes de territorio que se sustraen de otros usos. Además, este tipo de energía, al igual que la solar o la hidroeléctrica, están fuertemente condicionadas por las condiciones climatológicas, siendo aleatoria la disponibilidad de las mismas.

## Centrales fotovoltaicas
Se denomina energía solar fotovoltaica a la obtención de energía eléctrica a través de paneles fotovoltaicos. Los paneles, módulos o colectores fotovoltaicos están formados por dispositivos semiconductores tipo diodo que, al recibir radiación solar, se excitan y provocan saltos electrónicos, generando una pequeña diferencia de potencial en sus extremos. El acoplamiento en serie de varios de estos fotodiodos permite la obtención de voltajes mayores en configuraciones muy sencillas y aptas para alimentar pequeños dispositivos electrónicos. A mayor escala, la corriente eléctrica continua que proporcionan los paneles fotovoltaicos se puede transformar en corriente alterna e inyectar en la red eléctrica.
La implantación de la energía solar fotovoltaica ha avanzado considerablemente en los últimos años.
 La producción de células fotovoltaicas ha venido experimentando un crecimiento exponencial, duplicándose cada dos años. Alemania es, junto a Japón, China y Estados Unidos, uno de los países donde la fotovoltaica está experimentando un crecimiento más vertiginoso. A finales de 2013, se habían instalado en todo el mundo cerca de 140 GW de potencia fotovoltaica, convirtiendo a la fotovoltaica en la tercera fuente de energía renovable más importante en términos de capacidad instalada a nivel global, después de las energías hidroeléctrica y eólica. En algunas regiones, el coste real de la producción fotovoltaica ya es equivalente al precio de la electricidad procedente de fuentes de energía convencionales, lo que se conoce como paridad de red.
Los principales problemas de este tipo de energía son la necesidad de extensiones grandes de territorio que se sustraen de otros usos y su dependencia con las condiciones climatológicas. Este último problema hace que sean necesarios sistemas de almacenamiento de energía para que la potencia generada en un momento determinado, pueda usarse cuando se solicite su consumo. Existen sistemas de almacenamiento energético como el almacenamiento cinético, bombeo de agua a presas elevadas y almacenamiento químico, entre otros.

## Generación a pequeña escala

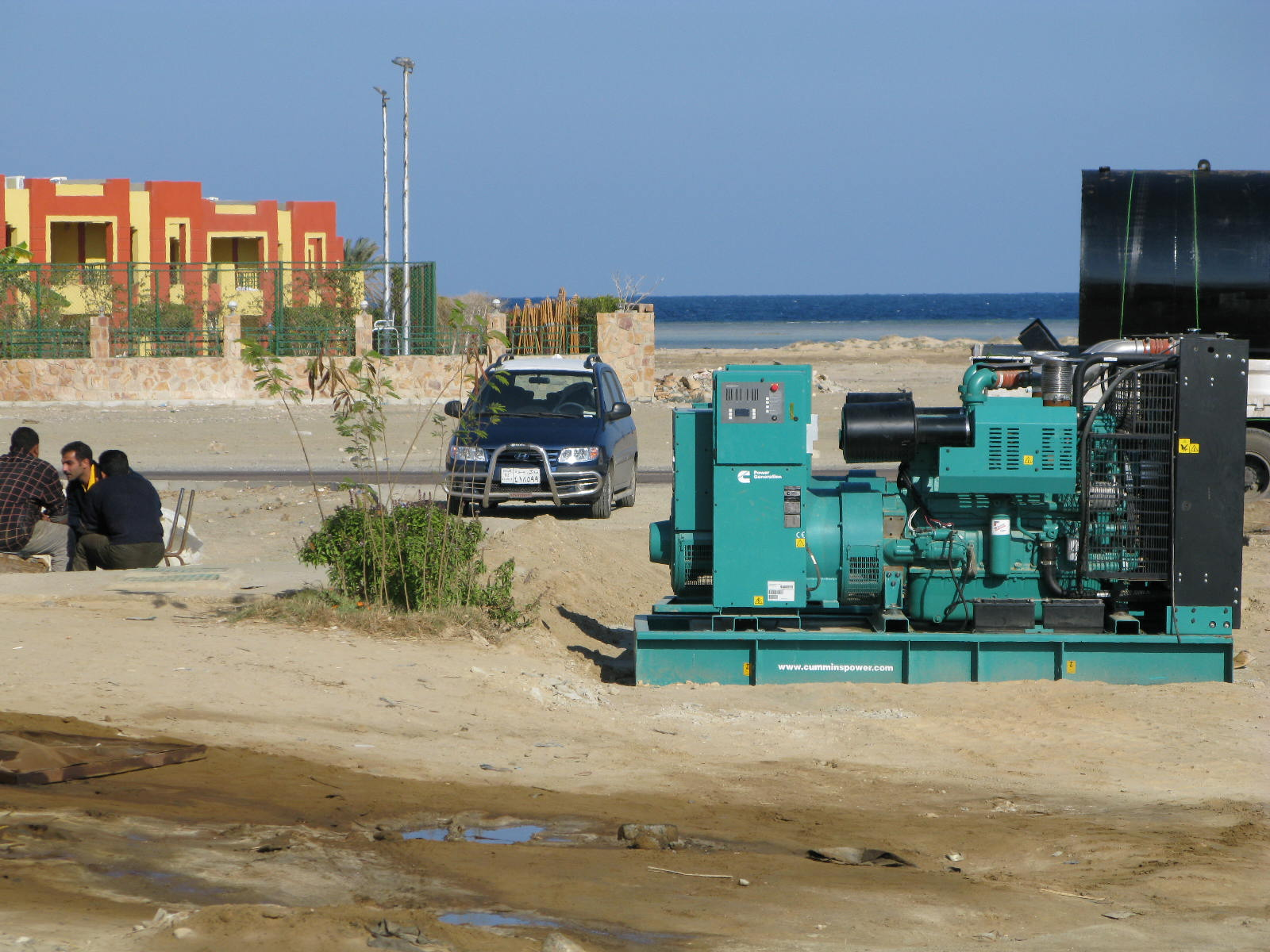
Grupo electrógeno de 500 kVA instalado en un complejo turístico en Egipto.

### Grupo electrógeno
Un grupo electrógeno es una máquina que mueve un generador de energía eléctrica a través de un motor de combustión interna. Es comúnmente utilizado cuando hay déficit en la generación de energía de algún lugar, o cuando hay corte en el suministro eléctrico y es necesario mantener la actividad. Una de sus utilidades más comunes es en aquellos lugares donde no hay suministro a través de la red eléctrica, generalmente son zonas agrícolas con pocas infraestructuras o viviendas aisladas. Otro caso es en locales de pública concurrencia, hospitales, fábricas, etc., que, a falta de energía eléctrica de red, necesiten de otra fuente de energía alterna para abastecerse en caso de emergencia. Un grupo electrógeno consta de las siguientes partes:
- Motor de combustión interna. El motor que acciona el grupo electrógeno suele estar diseñado específicamente para ejecutar dicha labor. Su potencia depende de las características del generador. Pueden ser motores de gasolina o diésel.
- Sistema de refrigeración. El sistema de refrigeración del motor es problemático, por tratarse de un motor estático, y puede ser refrigerado por medio de agua, aceite o aire.
- Alternador. La energía eléctrica de salida se produce por medio de un alternador apantallado, protegido contra salpicaduras, autoexcitado, autorregulado y sin escobillas, acoplado con precisión al motor. El tamaño del alternador y sus prestaciones son muy variables en función de la cantidad de energía que tienen que generar.
- Depósito de combustible y bancada. El motor y el alternador están acoplados y montados sobre una bancada de acero. La bancada incluye un depósito de combustible con una capacidad mínima de funcionamiento a plena carga según las especificaciones técnicas que tenga el grupo en su autonomía.
- Sistema de control. Se puede instalar uno de los diferentes tipos de paneles y sistemas de control que existen para controlar el funcionamiento, salida del grupo y la protección contra posibles fallos en el funcionamiento.
- Interruptor automático de salida. Para proteger al alternador, llevan instalado un interruptor automático de salida adecuado para el modelo y régimen de salida del grupo electrógeno. Existen otros dispositivos que ayudan a controlar y mantener, de forma automática, el correcto funcionamiento del mismo.
- Regulación del motor. El regulador del motor es un dispositivo mecánico diseñado para mantener una velocidad constante del motor con relación a los requisitos de carga. La velocidad del motor está directamente relacionada con la frecuencia de salida del alternador, por lo que cualquier variación de la velocidad del motor afectará a la frecuencia de la potencia de salida.[10]

### Pila voltaica

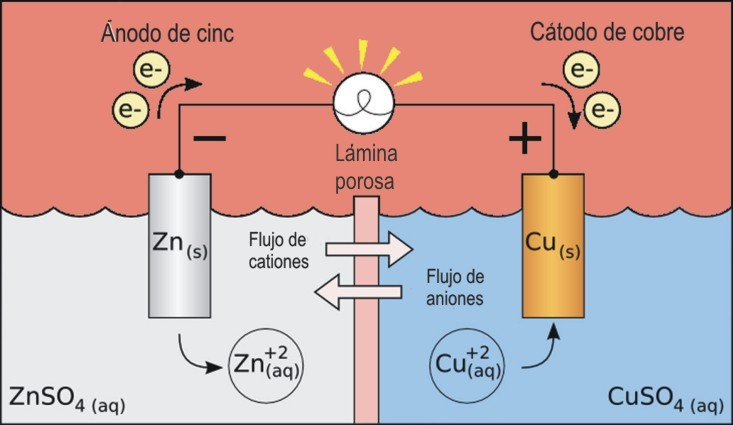
Esquema funcional de una pila eléctrica.

Se denomina ordinariamente pila eléctrica a un dispositivo que genera energía eléctrica por un proceso químico transitorio, tras de lo cual cesa su actividad y han de renovarse sus elementos constituyentes, puesto que sus características resultan alteradas durante el mismo. Se trata de un generador primario. Esta energía resulta accesible mediante dos terminales que tiene la pila, llamados polos, electrodos o bornes. Uno de ellos es el polo negativo o cátodo y el otro es el polo positivo o ánodo. En español es habitual llamarla así, mientras que las pilas recargables o acumuladores, se ha venido llamando batería.
La primera pila eléctrica fue dada a conocer al mundo por Volta en 1800, mediante una carta que envió al presidente de la Royal Society londinense, por tanto son elementos provenientes de los primeros tiempos de la electricidad. Aunque la apariencia de una pila sea simple, la explicación de su funcionamiento dista de serlo y motivó una gran actividad científica en los siglos XIX y XX, así como diversas teorías, y la demanda creciente que tiene este producto en el mercado sigue haciendo de él objeto de investigación intensa.
El funcionamiento de una pila se basa en el potencial de contacto entre dos sustancias, mediado por un electrolito. Cuando se necesita una corriente mayor que la que puede suministrar un elemento único, siendo su tensión en cambio la adecuada, se pueden añadir otros elementos en la conexión llamada en paralelo. La capacidad total de una pila se mide en amperios-hora (A•h); es el número máximo de amperios que el elemento puede suministrar en una hora. Es un valor que no suele conocerse, ya que no es muy claro dado que depende de la intensidad solicitada y la temperatura.
Un importante avance en la calidad de las pilas ha sido la pila denominada seca, al que pertenecen prácticamente todas las utilizadas hoy día. Las pilas eléctricas, baterías y acumuladores se presentan en unas cuantas formas normalizadas en función de su forma, tensión y capacidad que tengan.
Los metales y productos químicos constituyentes de las pilas pueden resultar perjudiciales para el medio ambiente, produciendo contaminación química. Es muy importante no tirarlas a la basura (en algunos países no está permitido), sino llevarlas a centros de reciclado. En algunos países, la mayoría de los proveedores y tiendas especializadas también se hacen cargo de las pilas gastadas. Una vez que la envoltura metálica que recubre las pilas se daña, las sustancias químicas que contienen se ven liberadas al medio ambiente causando contaminación. Con mayor o menor grado, las sustancias son absorbidas por la tierra pudiéndose filtrar hacia los mantos acuíferos y de estos pueden pasar directamente a los seres vivos, entrando con esto en la cadena alimenticia. Las pilas son residuos peligrosos por lo que desde el momento en que se empiezan a reunir, deben ser manejadas por personal capacitado que siga las precauciones adecuadas empleando todos los procedimientos técnicos y legales para el manejo de dicho residuos.
Estas pilas suelen utilizarse en los aparatos eléctricos portátiles, que son una gran cantidad de dispositivos que se han inventado y que se nutren para su funcionamiento de la energía facilitada por una o varias pilas eléctricas o de baterías recargables. Entre los dispositivos de uso masivo destacan juguetes, linternas, relojes, teléfonos móviles, marcapasos, audífonos, calculadoras, ordenadores personales portátiles, reproductores de música, radio transistores, mando a distancia, etc.

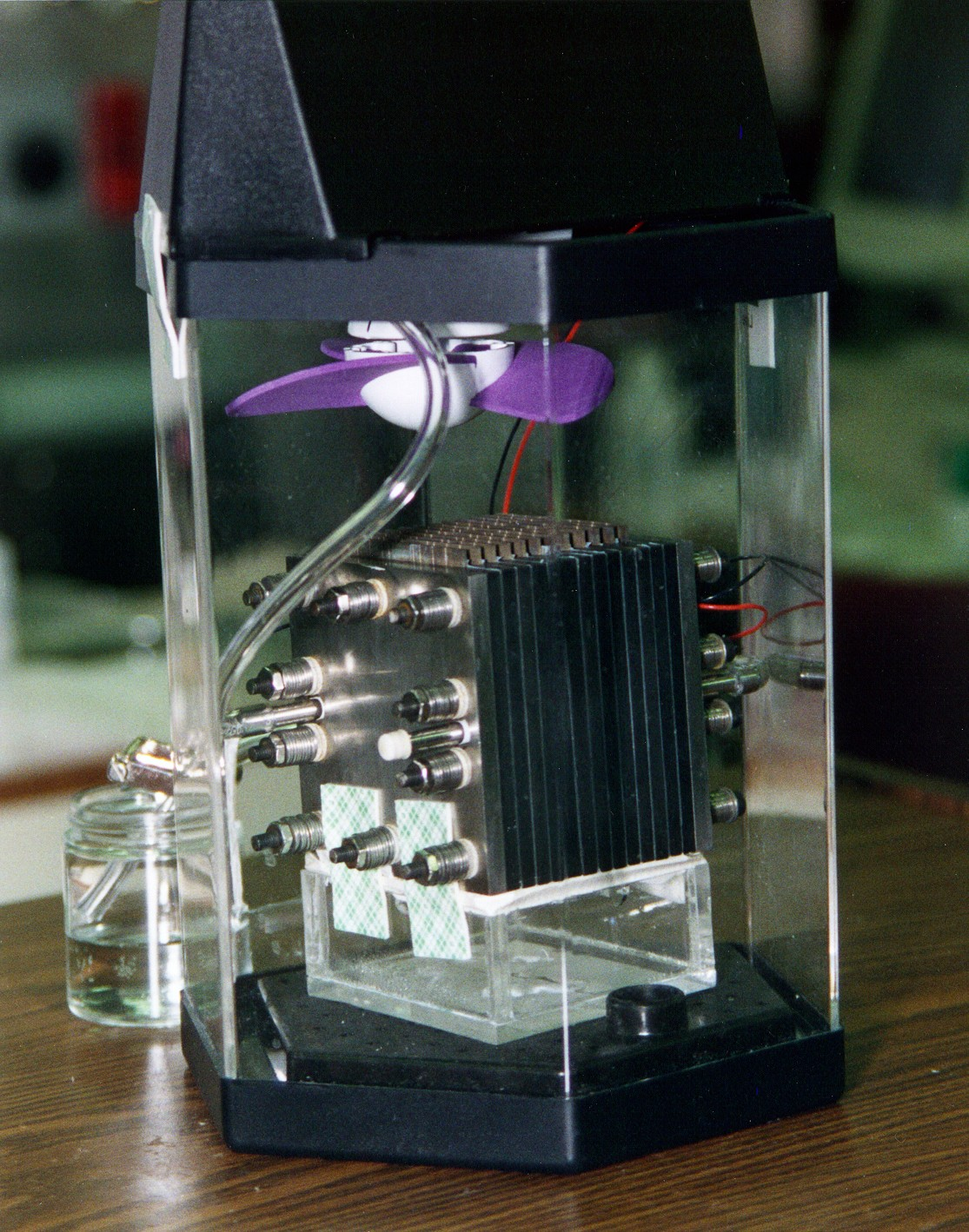
Pila de hidrógeno. La celda en sí es la estructura cúbica del centro de la imagen.

### Pilas de combustible
Una celda, célula o pila de combustible es un dispositivo electroquímico de generación de electricidad similar a una batería, que se diferencia de esta en estar diseñada para permitir el reabastecimiento continuo de los reactivos consumidos. Esto permite producir electricidad a partir de una fuente externa de combustible y de oxígeno, en contraposición a la capacidad limitada de almacenamiento de energía de una batería. Además, la composición química de los electrodos de una batería cambia según el estado de carga, mientras que en una celda de combustible los electrodos funcionan por la acción de catalizadores, por lo que son mucho más estables.
En las celdas de hidrógeno los reactivos usados son hidrógeno en el ánodo y oxígeno en el cátodo. Se puede obtener un suministro continuo de hidrógeno a partir de la electrólisis del agua, lo que requiere una fuente primaria de generación de electricidad, o a partir de reacciones catalíticas que desprenden hidrógeno de hidrocarburos. El hidrógeno puede almacenarse, lo que permitiría el uso de fuentes discontinuas de energía como la solar y la eólica. El hidrógeno gaseoso (H2) es altamente inflamable y explosivo, por lo que se están desarrollando métodos de almacenamiento en matrices porosas de diversos materiales.

### Generador termoeléctrico de radioisótopos
Un generador termoeléctrico de radioisótopos es un generador eléctrico simple que obtiene su energía liberada por la desintegración radiactiva de determinados elementos. En este dispositivo, el calor liberado por la desintegración de un material radiactivo se convierte en electricidad directamente gracias al uso de una serie de termopares, que convierten el calor en electricidad gracias al efecto Seebeck en el llamado Unidad de calor de radioisótopos (o RHU en inglés).
Los RTG se pueden considerar un tipo de batería y se han usado en satélites, sondas espaciales no tripuladas e instalaciones remotas que no disponen de otro tipo de fuente eléctrica o de calor.
Los RTG son los dispositivos más adecuados en situaciones donde no hay presencia humana y se necesitan potencias de varios centenares de vatios durante largos períodos de tiempo, situaciones en las que los generadores convencionales como las pilas de combustible o las baterías no son viables económicamente y donde no pueden usarse células fotovoltaicas.